# 拉塞勒迪努瓦斯
拉塞勒迪努瓦斯（法語：La Celle-Dunoise，法語發音：[la sɛl dynwaz]）是法国克勒兹省的一个市镇，位于该省北部偏西，属于盖雷区。

## 地理
拉塞勒迪努瓦斯（46°18'35"N, 1°46'12"E）面积29.11 平方千米，位于法国新阿基坦大区克勒兹省，该省份为法国中部省份，位于法國中央高原西北部，北起安德尔省和谢尔省，西接维埃纳省，南至科雷兹省，东临多姆山省，东北与阿列省接壤。
与拉塞勒迪努瓦斯接壤的市镇（或旧市镇、城区）包括：昂泽姆、勒布尔当、比西耶尔迪努瓦斯、尚邦圣克鲁瓦、谢尼耶、弗雷斯利讷、圣叙尔皮斯-勒迪努瓦、维拉尔。

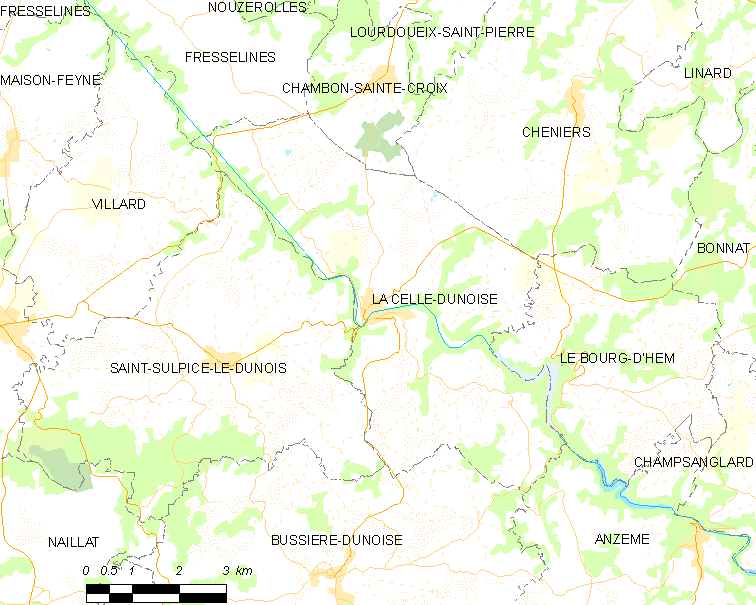
拉塞勒迪努瓦斯的OSM定位图

拉塞勒迪努瓦斯的时区为UTC+01:00、UTC+02:00（夏令时）。

## 行政
拉塞勒迪努瓦斯的邮政编码为23800，INSEE市镇编码为23039。

## 政治
拉塞勒迪努瓦斯所属的省级选区为丹勒帕莱斯泰勒县。

## 人口

1962-2008年间拉塞勒迪努瓦斯人口变化图示

拉塞勒迪努瓦斯于2022年1月1日时的人口数量为532人。